# 2016 în jocuri video

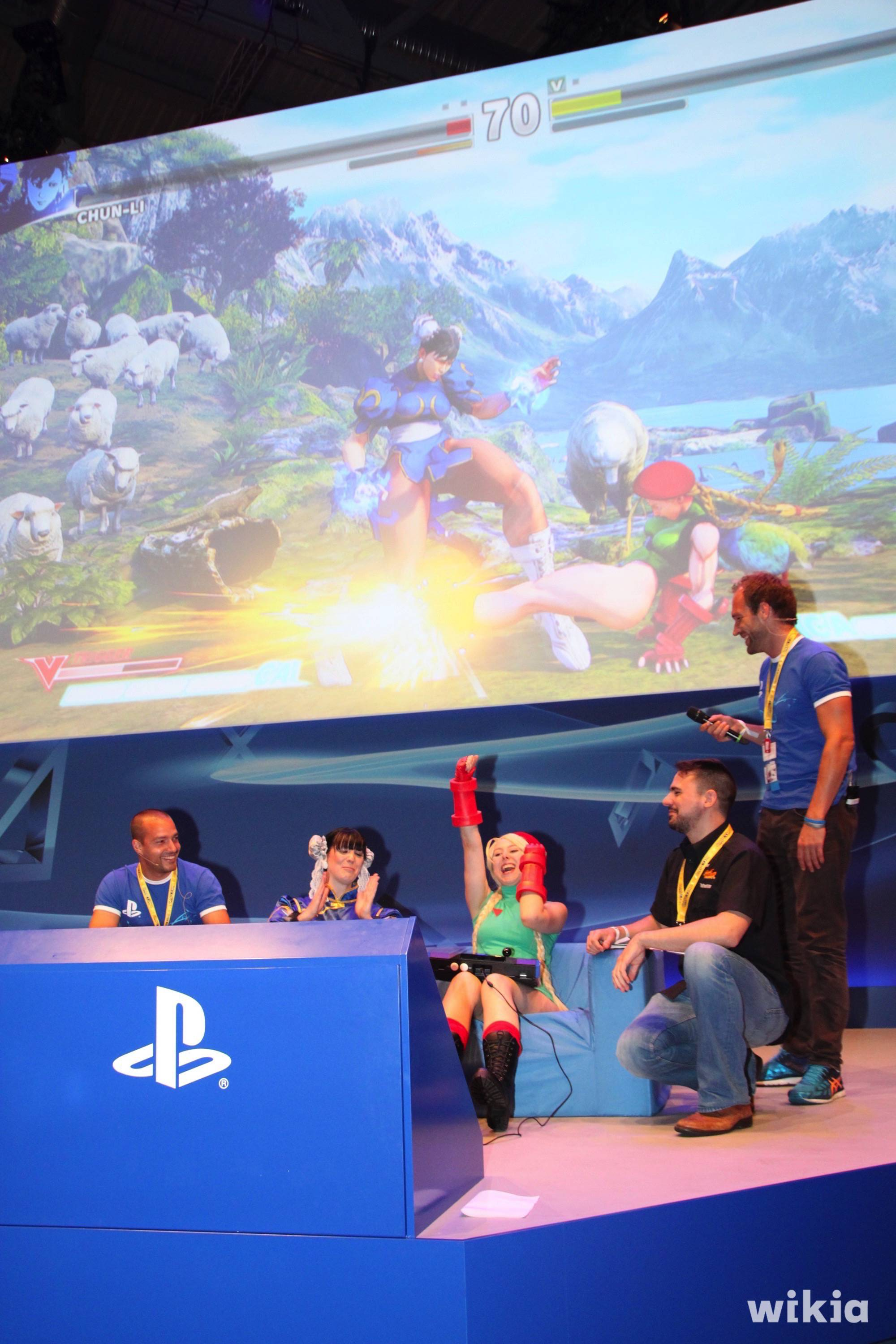
Street Fighter Battle 2016

Acest articol prezintă evenimente importante legate de jocuri video din anul 2016. Vezi și istoria jocurilor video.

## Evenimente
Numeroase jocuri video au fost lansate în 2016. Au apărut și hardware noi, PlayStation 4 Pro, PlayStation 4 Slim și Xbox One S, deși versiuni în mare parte reîmprospătate și actualizate ale consolelor. Căștile de realitate virtuală disponibile comercial au fost lansate în număr mult mai mare și la prețuri mult mai mici decât căștile de realitate virtuală ale generațiilor anterioare destinate exclusiv pasionaților. Realitatea augmentată a devenit, de asemenea, mainstream cu Pokémon Go.
Cele mai apreciate jocuri lansate inițial în 2016 au fost Uncharted 4: A Thief's End, Inside, Overwatch, Forza Horizon 3, NBA 2K17, Dark Souls III, Battlefield 1 și Doom 2016.   Primele cinci jocuri video cu cele mai mari încasări din 2016 au fost  League of Legends, Honor of Kings/Arena of Valor, Monster Strike, Clash of Clans și Dungeon Fighter Online.

### Serii cu jocuri noi
Seriile în care au apărut jocuri noi sunt: Ace Attorney, Battlefield, Call of Duty, Civilization, Cossacks, Dark Souls, Dead Rising, Deus Ex, Dishonored, Digimon, Doom, Far Cry, FIFA, Final Fantasy, Fire Emblem, Forza Horizon, Gears of War, Hearts of Iron, Hitman, Homefront, Homeworld, Kirby, Mafia, Mario Party, Master of Orion, Metroid, Mirror's Edge, Persona, Plants vs. Zombies: Garden Warfare, Pokémon, Ratchet & Clank, Shadow of the Beast, Shadow Warrior, Sonic the Hedgehog, Star Fox, Star Ocean, Street Fighter, Titanfall, Total War, Uncharted, Watch Dogs, XCOM și Zero Escape.